# Airinė Palšytė
Airinė Palšytė (* 13. července 1992, Vilnius) je litevská atletka, jejíž specializací je skok do výšky.

## Kariéra
Mezinárodní kariéru započala v roce 2008 na juniorském mistrovství světa v Bydhošti, kde skočila 174 cm a skončila v kvalifikaci. O rok později obsadila na MS do 17 let v italském Brixenu ve finále výkonem 182 cm 4. místo. V roce 2010 se zúčastnila halového MS v katarském Dauhá i evropského šampionátu v Barceloně, avšak v obou případech neprošla sítem kvalifikace, stejně jako na halovém ME 2011 v Paříži.
V roce 2010 vybojovala výkonem 189 cm stříbrnou medaili na MS juniorů v kanadském Monctonu. Stříbro získala také na juniorském mistrovství Evropy v estonském Tallinnu o rok později, kde překonala 191 cm a na světové letní univerziádě v čínském Šen-čenu, kde výkonem 196 cm vyrovnala národní rekord Nelė Žilinskienė.

## Osobní rekordy
- hala – 198 cm – 27. ledna 2015, Chotěbuz
- venku – 201 cm – 4. března 2017, Bělehrad